# Soziati

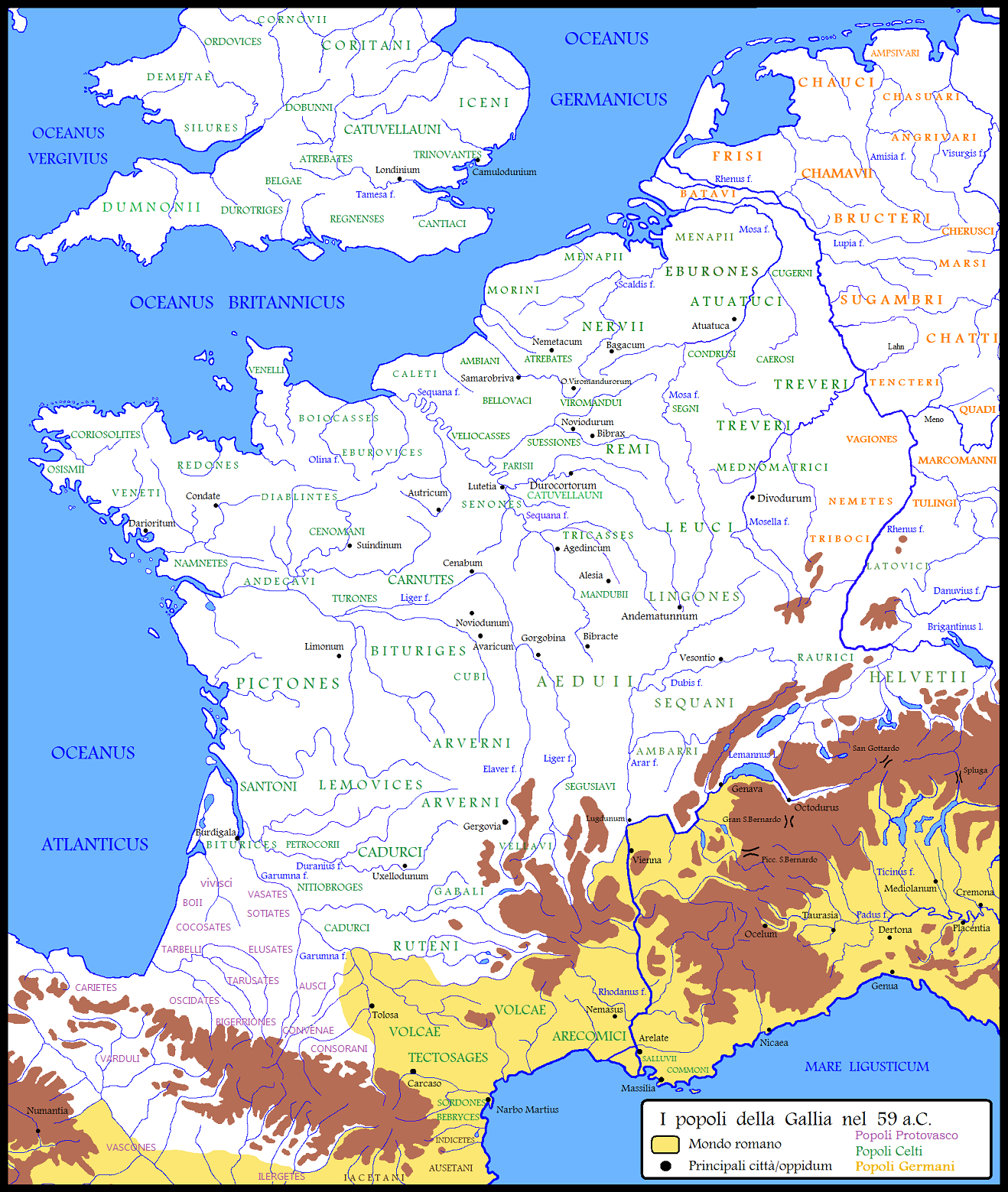
Mappa della Gallia prima della conquista di Gaio Giulio Cesare nel 59 a.C., con l'indicazione dei Sotiates sulla sinistra della Garonna.

I Soziati erano una tribù gallica dell'Aquitania.

## Territorio
Stanziati nella regione del Lot e Garonna, la loro capitale era l'antica Sotium, ovvero l'attuale Sos, alla confluenza dei fiumi Gélize e Gueyze.